# شعيرية بيانغبيانغ
شعيريه بيانغبيانغ المجففه، نوع من المعكرونة أو الشعيريه المجففه المشهور في مطبخ مقاطعة شنشي الصينية . بأنها مثل الحزام، بسبب سمكها وطولها.

## المعكرونة أو الشعيريه المجففه
المعكرونة أو الشعيريه المجففه هذه سميكة وتشبه الحزام وعادة ما تكون مصنوعة يدويًا. في معظم فترات وجودها، كانت طبقًا غامضًا محليًا في مدينة شيان، يأكلها العمال الذين يفتقرون إلى الوقت لصنع المعكرونة الرقيقة. في الآونة الأخيرة، أصبحت المعكرونة أكثر شهرة في جميع أنحاء الصين. 